# Убийство Бетси Ардсма
Убийство Бетси Ардсма произошло 28 ноября 1969 года в Pattee Library Университета штата Пенсильвания в Юниверсити-Парк. 22-летняя студентка была заколота ножом. При этом убийца остался незамеченным и не изобличённым. По состоянию на 2016 год дело не было закрыто следственными органами штата Пенсильвания.

## Биография
Бетси Ардсма была второй из четырёх детей Эстер и Ричарда Ардсма. Она родилась 11 июля 1947 года в Холланде, штат Мичиган. Окончив с отличием среднюю школу, она поступила в Мичиганский университет по специальностям «искусство» и «английский язык». После окончания бакалавриата, она продолжила образование в университете штата Пенсильвания. К ноябрю 1969 года у неё были отношения с Дэвидом Райтом — студентом медицинского центра им. Милтона С. Херши.
28 ноября 1969 года, во второй половине дня Бетси Ардсма пошла заниматься в библиотеку. Между 16:45 и 16:55, прямо в читальном зале, девушке был нанесён ножевой удар, повредивший лёгочную артерию и доставший до правого желудочка сердца. По мнению следствия, скорее всего, на неё напали сзади, поскольку на руках не было ранений, как если бы она пыталась обороняться или прикрыться. Читатели не заметили ничего, когда Бетси закричала, присутствовавшие решили, что у неё случился приступ. Расследование показало, что из центрального входа библиотеки примерно через минуту-две после происшествия вышел некий мужчина (или двое мужчин), который сказал библиотекарю, что «девушке следует помочь». Личность говорящего не была опознана. Пострадавшей была оказана первая помощь, оказавшаяся неэффективной: на Бетси Ардсма было красное платье, на фоне которого не была видна рана и кровотечение (основное кровотечение оказалось внутренним). В 17:01 поступил звонок в медицинский центр кампуса, а в 17:19 девушка была доставлена в клинику, где и скончалась. Факт, что она была зарезана, открылся только во время осмотра.

## Расследование

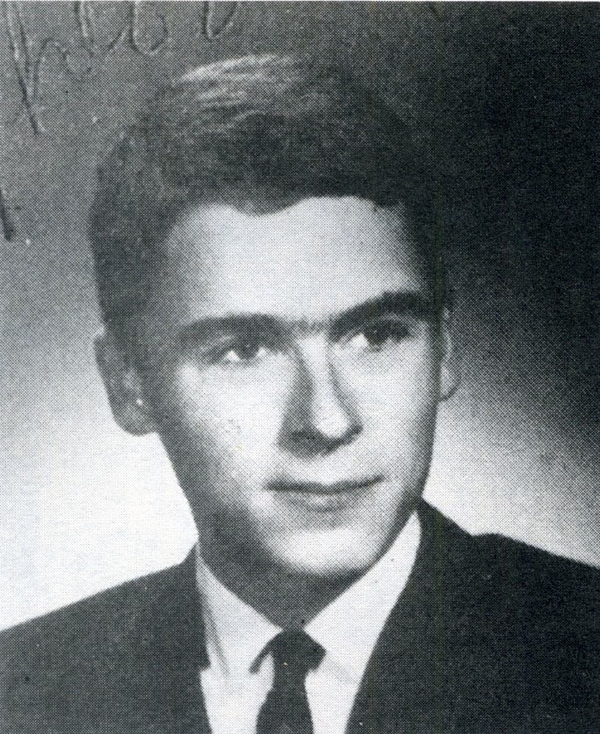
Школьная фотография Банди в 1965 году

В ходе расследования следствие сконцентрировалось на установлении личности двух парней, который покинули библиотеку сразу же после убийства девушки. В результате патологоанатомической экспертизы выяснилось что Бетси была убита ударом ножа с лезвием длиной от 9 до 10 сантиметров. Так как на теле жертвы отсутствовали другие телесные повреждения, характерные для самообороны, то следствие предположило что убийцей Бетси Ардсма был человек, с которым она была знакома и состояла в доверительных отношениях. По механизму нанесения ранения, судмедэксперт установил что убийца был правшой, который с большой долей вероятности обладал знаниями по анатомии и физиологии сердечно-сосудистой и легочной системы человека, так как единственный удар был нанесен с хирургической точностью. На основании этих косвенных данных, в число подозреваемых вскоре попал Дэвид Райт, студент который считался женихом Бетси. 
Было установлено, что в последний раз Райт видел Бетси живой за день до ее смерти. На допросе он заявил что собирался подарить ей обручальное кольцо на Рождество 1969 года и сделать предложение выйти за него замуж. Он утверждал, что их последняя встреча прошла без каких-либо психотравмирующих ситуаций и последствий. Эти показания впоследствии подтвердили ряд их общих друзей и знакомых. В конечном итоге Дэвиду Райту удалось предоставить алиби на день убийства девушки, вследствие чего подозрение в совершении убийства с него было снято и никаких обвинений ему предъявлено никогда не было. Так как орудие убийства найдено не было, а все вещественные доказательства и возможные улики, изобличающие преступника были повреждены или уничтожены группой студентов и работников библиотеки, явившихся на место убийства для оказания жертве первой медицинской помощи, расследование убийства Бетси Ардсма затянулось на несколько последующих десятилетий. 
В 1989 году в числе подозреваемых оказался известный серийный убийца Тед Банди, который в 1969 году проживал в Филадельфии и учился в Темплском Университете. Банди подозревался в причастности к нескольким убийствам, совершенным в 1969 году в штате Нью-Джерси. Ряд свидетелей утверждал, что он посетил несколько учебных заведений на территории Филадельфии с целью поиска своего биологического отца поздней осенью 1969 года, в течение которой возможно убил несколько девушек-студенток. Однако так как Банди перед казнью исказил многие факты своей жизни, его связь с убийством Бетси Ардсма в конечном итоге вызвала споры и подверглась сомнению, хотя он так и не был исключен из числа подозреваемых
Также в число подозреваемых попал 27-летний Роберт Дурджи, который осенью 1969 года приехал в Университет штата Пенсильвания из Мичиганского университета преподавать английский язык. 19 декабря 1969 года, через три недели после убийства Аардсма, Роберт Дурджи совершил суицид при невыясненных обстоятельствах. Следователи предполагали что Дурджи был заинтересован в романтических отношениях с девушкой и совершил убийство студентки в порыве гнева после ее отказа. Жена погибшего косвенно подтвердила тот факт, что незадолго до убийства Бетси Роберт Дурджи пребывал в депрессии и демонстрировал признаки психического расстройства и суицидальной идеации. Однако в ходе расследования доказательств причастности Дурджи к совершению убийств так и не было найдено. Жена погибшего заявила, что ее муж во время совершения убийства находился за пределами университета.
В 2000-е годы благодаря исследованиям ряда авторов одним из подозреваемым в убийстве Бетси Аардсма стал Ричард Хэфнер, студент-аспирант, изучавший геологию, который жил вместе с девушкой в одном общежитии и считался ее другом. Впоследствии у Хэфнера было выявлено диссоциальное расстройство личности, вследствие чего он начал криминальную карьеру. На протяжении последующих десятилетий, вплоть до своей смерти в 2002 году, Ричард Хэфнер неоднократно подвергался арестам и уголовному осуждению за насилие над женщинами вследствие мизогинии и растление несовершеннолетних мальчиков вследствие педерастии. Несмотря на то что родственники Ардсма спустя годы подтвердили информацию о том, что Бетси в период обучения в университета опасалась Хэфнера и периодически пребывала с ним в состоянии конфликта из-за его агрессивного поведения, Департамент Полиции штата Пенсильвания заявил, что доказательства причастности Хэфнера к совершению убийства являются весьма косвенными.